# Kim Taek-soo
Kim Taek Soo (Gwangju, 25 de Maio de 1970) é um mesa-tenista sul-coreano e medalhista de bronze dos Jogos Olímpicos de Atlanta... Um dos melhores mesa-tenistas a jogar no estilo caneta japonesa. Foi também técnico do coreano Ryu Seung Min, o qual conquistou a medalha de ouro nos  Jogos Olímpicos de Atenas 2004 sob o comando técnico de Kim Taek Soo. 